# Yun Bo-seon
Yun Bo-seon (født 26. august 1897 i Asan, død 18. juli 1990 i Seoul) var en sydkoreansk aktivist og politiker.
Yun var brorsøn til den nationalistiske aktivist Yun Chi-ho og studerede i Skotland, men vendte i 1932 tilbage til Korea, som da var en japansk koloni. Efter befrielsen var han borgmester i Seoul fra 1948 til 1949. Efter Syngman Rhees afgang blev han Sydkoreas præsident i 1960, men måtte træde tilbage til fordel for Park Chung-hee i 1962. Han var oppositionspartiets leder fra 1963.